# پیمان آماسیه
پیمان آماسیه نام پیمانی است که بین شاه تهماسب یکم و سلطان سلیمان یکم در سال ۱۵۵۵ میلادی، بعد از جنگ این دو کشور و در شهر آماسیه بسته شد. این پیمان با مشخص کردن مرز امپراتوری صفوی و عثمانی، پایانی بر جنگ‌های درازمدت دو کشور بود. این پیمان ۲۰ سال آرامش را بین دو کشور به ارمغان آورد. این پیمان با اردوکشی مصطفی‌پاشا به قفقاز (۱۵۷۸) و شروع جنگ چلدر پایان پذیرفت.
قرارداد آماسیه اولین پیمان صلحی است که بین دولت صفوی و عثمانی پس از جنگ‌های بیست‌ساله به امضا رسید.
به‌موجب این قرارداد، ایالت‌های آذربایجان، ارمنستان،
داغستان جنوبی و گرجستان شرقی در اختیار دولت صفوی قرار گرفت و گرجستان غربی، و مناطق عراق کنونی به دولت عثمانی واگذار شد.
در این قرارداد، سلطان عثمانی موافقت کرد که با پیروان مذهب شیعه با مدارا رفتار کند و از زوّار ایرانی که عازم مکه و مدینه هستند، حمایت کند. به‌علاوه، به فرماندهان مرزی نیز تأکید شود تا از صدور هرگونه دستوری که موجب منازعات مرزی شود، خودداری کنند.
شاه تهماسب، که پیوسته علاقه‌مند بود بین دو کشور مسلمان روابط صلح‌آمیز برقرار باشد، هم در زمان حیات سلطان سلیمان و هم پس از فوت او، قرارداد صلح آماسیه را محترم شمرد و تا آخرین روز حیات خود از هرگونه اقدامی که موجب ایجاد اختلاف بین دو کشور گردد، خودداری کرد. علاقه‌مندی شاه تهماسب به حفظ صلح باعث شد تا روابط دو امپراتوری صفوی و عثمانی، طی ۲۵ سال بدون برخورد نظامی ادامه یابد.
در زمان سلطنت سلطان احمد یکم پس از شکست سخت او در جنگ عثمانی و صفوی (۱۸۱۸–۱۶۰۳) از شاه عباس بزرگ، مناطقی که به‌طور موقت در جنگ عثمانی-صفویه (۱۵۷۸–۱۵۹۰) ضمیمه خاک عثمانی شده بودند مثل گرجستان، آذربایجان و سایر مناطق وسیع قفقاز، به موجب عهدنامه نصوح پاشا (۱۶۱۲ میلادی) به ایران واگذار شدند. پس از آن مرزهای جدید بر اساس همان خطی که در صلح آماسیه در سال ۱۵۵۵ تأیید شده بود، ترسیم شد.
در دهه ۱۵۷۰، نیروی دریایی عثمانی قلعه تسخومی را در خط ساحلی آبخازیا اشغال کرد و آن را به قلعه ترکی سوهوم کاله (نام امروزی شهر سوخومی) تبدیل کرد. در سال ۱۵۵۵، گرجستان و کل قفقاز جنوبی بر اساس صلح آماسیه بین امپراتوری‌های عثمانی و صفویه تقسیم شد و آبخازیا به همراه کل گرجستان غربی در دست عثمانی‌ها باقی ماندند. در نتیجه، آبخازیا تحت نفوذ فزاینده ترکیه و اسلام قرار گرفت و به تدریج روابط فرهنگی و مذهبی خود را با بقیه گرجستان از دست داد. بر اساس علم تاریخی شوروی، ترکیه پس از فتح، هدف از بین بردن فرهنگ مادی و معنوی آبخازیا و مسلمان‌کردن اجباری مردم بوده‌است که منجر به شورش‌های متعدد (در سال‌های ۱۷۲۵، ۱۷۲۸، ۱۷۳۳، ۱۷۷۱ و ۱۸۰۶) شده‌است.